# 4902 Thessandrus
4902 Thessandrus eller 1989 AN2 är en trojansk asteroid i Jupiters lagrangepunkt L4. Den upptäcktes 9 januari 1989 av den amerikanska astronomen Carolyn S. Shoemaker vid Palomar-observatoriet. Den är uppkallad efter Thessandrus i den grekiska mytologin.
Asteroiden har en diameter på ungefär 51 kilometer.